# 盧菲拉湖
盧菲拉湖（法語：lac Tshangalele，lac Lufira）是剛果民主共和國東南部的人工湖，位於加丹加省利卡西以東約20公里海拔1,100米的盆地，在1926年興建水壩形成，面積362.5平方公里，平均深度僅2.6米。
盧菲拉湖有多種魚類，附近大片沼澤吸引不少野生雀鳥，因此成為生物圈保護區和被國際鳥盟評定為重點鳥區。